# St. Elisabeth (Schnaitsee)

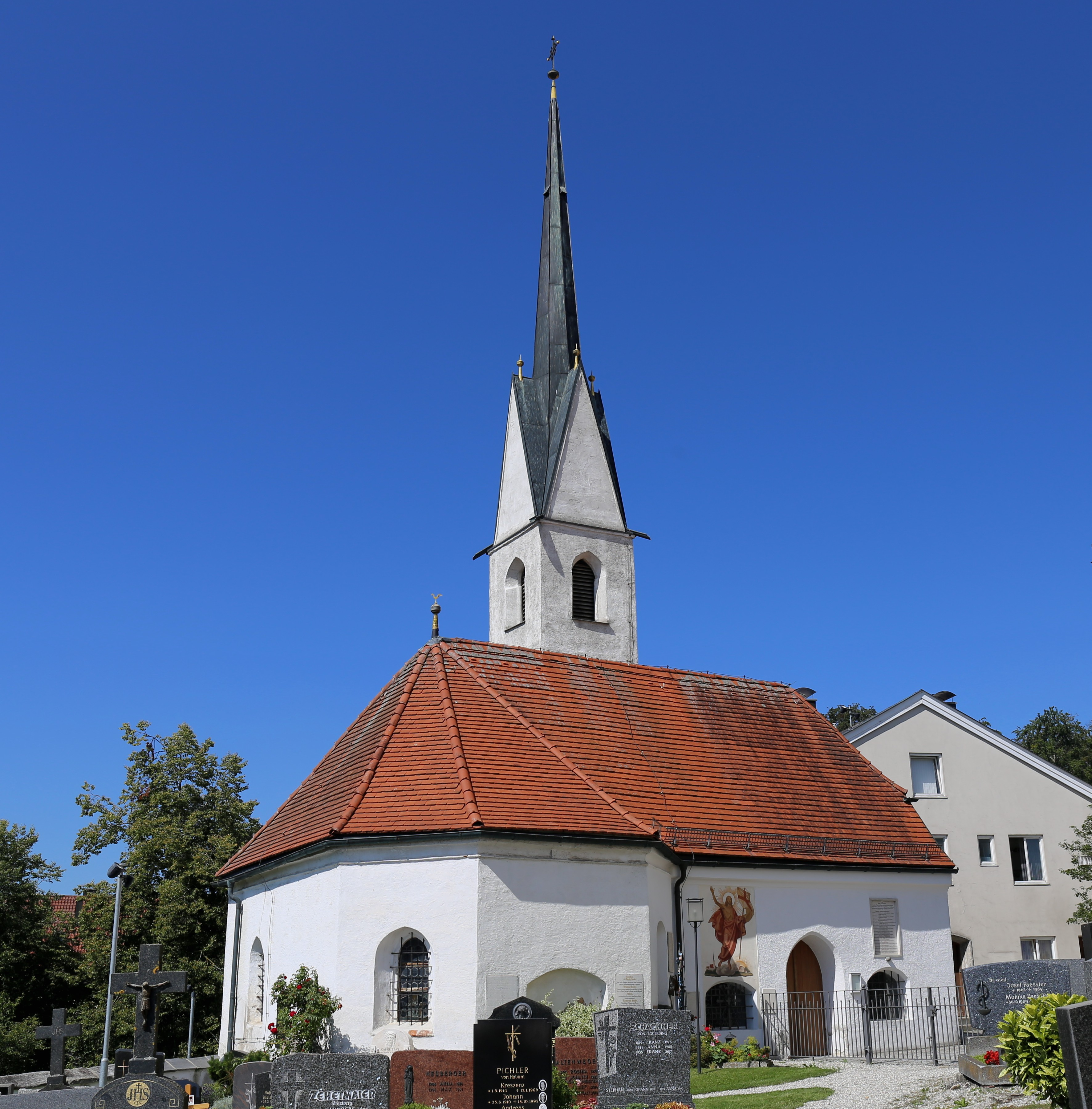
St. Elisabeth in Schnaitsee

Die römisch-katholische Friedhofskapelle St. Elisabeth steht in Schnaitsee im oberbayerischen Landkreis Traunstein. Sie ist in der Liste der Baudenkmäler in Schnaitsee als Baudenkmal unter der Nr. D-1-89-142-87 eingetragen. Die südwestlich der Pfarrkirche Mariä Himmelfahrt auf dem Friedhof befindliche Kapelle gehört zum Dekanat Rosenheim im Erzbistum München und Freising.

## Beschreibung
Wahrscheinlich in der Zeit um 1495 wurde die Kapelle als spätgotischer Saalbau errichtet; das genaue Baujahr ist nicht bekannt. Sie besteht aus dem über einem aufgegebenen Beinhaus errichteten Langhaus, an das ein Querbau mit einem dreiseitig geschlossenen, nach Nordost ausgerichteten Chor angeschlossen ist. Der mit einem spitzen Helm bedeckte Kirchturm steht an der Südwestecke von Langhaus und Querbau. 
1797 erhielt die Kirche einen neuen Dachstuhl mit Schopfwalm an der Nordseite und einem Walmdach an der Südseite. Bei einem großen Dorfbrand im Jahr 1903 wurde der Turm mitsamt seinen beiden Glocken völlig zerstört, jedoch 1904 in seiner jetzigen Gestaltung erneuert. Zwei neue Glocken kamen 1905 in den Turm, eine 100 kg schwer, die andere 50 kg; Schlagtöne f und a.
Der Innenraum des Chors ist mit einem Sterngewölbe überspannt. 
Im Chor steht der um 1700 geschaffene hochbarocke Altar, in dessen rundbogiger Mittelnische zwischen zwei marmorierten Säulen eine holzgeschnitzte Pietà angebracht ist. Hintergrund der Statue ist ein gemaltes Kreuz. Mit dem Tuch, das über dem Querbalken hängt, wurde Jesus vom Kreuz abgenommen. Über dem Altartisch sind in einem Tafelbild die Armen Seelen im Fegefeuer dargestellt. Unter zwei geflügelten Puttenköpfen, die gewissermaßen als Baldachine dienen, stehen die Seitenfiguren des Altars, links eine Anna selbdritt und rechts Elisabeth von Thüringen.
Neben dem Altar und Epitaphien mit figürlichen Darstellungen gehören die Fenster aus dem frühen 16. Jahrhundert zu den Kunstwerken der Kapelle, unter anderem rechts neben dem Altar in leuchtenden Farben die Darstellung einer thronenden Muttergottes mit dem Jesuskind und links von ihr die Stifter Fritz und Anna Koblenz sowie rechts deren Wappen. Die beiden Personen knien auffallend nahe an Maria, lassen aber durch ihre geringere Größe und die einfache Kleidung die gebührende Distanz erkennen.